# Fotbal Club Unirea Voluntari Urziceni
Il Fotbal Club Unirea Voluntari Urziceni, noto semplicemente come Unirea Urziceni, è stata una società calcistica rumena con sede nella città di Urziceni (Ialomița). Dal 2006 al 2011 ha militato nella Liga I, la massima serie del campionato rumeno.
Nell'estate del 2011 la squadra ha dichiarato il fallimento ed è stata quindi esclusa da ogni competizione calcistica nazionale.

## Storia
Nel 1954 a Urziceni venne fondata la prima squadra cittadina, la Ialomița Urziceni, che si limitava a sfide con le squadre delle città vicine come Ploiești, Buzău o Slobozia.
Nel 1976 inizia l'attività ufficiale in Divizia D e viene anche costruito lo stadio Tineretului. I primi anni sono di assestamento tra Divizia D e Divizia C e il primo contatto con il calcio professionistico avviene nel 1988 quando l'Unirea, allora in Divizia C, si qualifica per i sedicesimi di finale in Coppa di Romania, dove viene battuta dal Corvinul Hunedoara per 3-1.
La stagione 1988-1989 continua in modo positivo per la squadra, che si classifica seconda alle spalle del Dunărea Călărași, sfiorando la promozione in Divizia B.
La squadra poi continua nella Divizia C fino al 2002, anno in cui viene acquistata dalla Valahorum S.A., società che comincia ad investire nella squadra e inizia ampliando lo stadio a 7.000 posti tutti a sedere e rimodernando tutte le sale interne secondo gli standard UEFA. Gli investimenti della nuova proprietà porteranno in quella stessa stagione alla promozione in Divizia B.
In Divizia B la squadra ha delle iniziali stagioni di ambientamento, ma nel 2006 l'Unirea Urziceni riesce a cogliere la prima storica promozione in Divizia A.
La prima stagione nella massima serie si conclude con l'undicesimo posto. Nell'estate 2007 entrerà a far parte dell'organismo dirigenziale Mihai Stoica, ex general manager della Steaua Bucarest. Inoltre si registra il distacco dalla Valahorum e l'inizio della partnership con il quartiere della capitale Voluntari, prossimo a diventare comune a sé.
È fra il 2006 e il 2009 sotto la guida di Dan Petrescu che la società viene simpaticamente chiamata "il Chelsea rumeno" perché l'esperienza dell'ex giocatore della Nazionale incide quanto al Chelsea i fondi del magnate Abramovich. 
Nella stagione 2007-2008 si classifica terza, guadagnandosi così l'accesso alla Coppa UEFA. Disputa anche, perdendo 2-1 contro il CFR Cluj, la finale di Coppa di Romania.
Nella stagione 2008-2009 vince la Liga I per la prima volta nella sua storia ottenendo, grazie al ranking della nazione, la qualificazione alla UEFA Champions League.
Nella Champions League 2009-2010 viene sorteggiata nel girone G con Siviglia, Rangers e Stoccarda. Nella partita di esordio a Siviglia l'Unirea viene sconfitto per 2-0, mentre nella seconda giornata, in casa contro lo Stoccarda, riesce a pareggiare per 1-1 (gol di Varga). Nel terzo turno l'Unirea batte i Rangers in trasferta ad Ibrox per 4-1, ribaltando il vantaggio iniziale degli scozzesi. Positiva anche la quarta giornata: l'1-1 in casa con i Rangers arriva, insperato, negli ultimi minuti grazie ad un gran tiro di Onofraș. Il concomitante pareggio del Siviglia (qualificatosi) contro lo Stoccarda mantiene l'Unirea al secondo posto nel girone a due giornate dal termine. Alla penultima giornata il club rumeno batte il Siviglia per 1-0 e nel sesto e ultimo incontro affronta al Mercedes-Benz Arena lo Stoccarda, più sotto in classifica di due punti. Lo scontro diretto non arride all'Unirea, che perde per 3-1. Il terzo posto (8 punti) consente comunque ai rumeni di qualificarsi per la UEFA Europa League.
Nella Liga I 2009-2010, dopo una partenza al rallentatore, la squadra riprende la testa della classifica con 16 punti insieme al CFR Cluj, testa della classifica mantenuta fino alla fine del girone di andata, concluso con 33 punti a pari merito con CFR Cluj e Steaua Bucarest.
Intanto, nel dicembre 2009, a conclusione dello stesso girone di andata, Dan Petrescu lascia la panchina per accettare l'offerta del Kuban' Krasnodar e viene sostituito da Ronny Levy.
A fine campionato l'Unirea conclude secondo a 3 punti dal CFR Cluj qualificandosi di nuovo per la Champions League, questa volta però non direttamente alla fase a gironi bensì al terzo turno dei preliminari, dove arriva l'eliminazione per mano dello Zenit San Pietroburgo.
Al termine della stagione 2010-2011 la squadra retrocede nella seconda divisione in virtù del penultimo posto in classifica, e successivamente viene esclusa da ogni competizione romena per mancanza di fondi necessari all'iscrizione ai campionati professionistici.

## Palmarès

### Competizioni nazionali
- Campionato rumeno: 1

2008-2009
- Campionato di Divizia C: 1

2002-2003

### Altri piazzamenti
- Campionato rumeno:

Secondo posto: 2009-2010
- Coppa di Romania:

Finalista: 2007-2008
- Supercoppa di Romania:

Finalista: 2009, 2010

### Statistiche nelle competizioni UEFA
Tabella aggiornata alla fine della stagione 2010-2011.
| Competizione                  | Partecipazioni | G | V | N | P | RF | RS |
| ----------------------------- | -------------- | - | - | - | - | -- | -- |
| UEFA Champions League         | 2              | 8 | 2 | 3 | 3 | 8  | 9  |
| Coppa UEFA/UEFA Europa League | 3              | 6 | 0 | 2 | 4 | 3  | 11 |

## Rose anni precedenti
- 2008-2009
- 2009-2010
- 2010-2011